# Carcere di Qincheng
Il carcere di Qincheng è un penitenziario di massima sicurezza situato a Pechino, nel distretto di Changping, nelle vicinanze del  Xiaotangshan alla periferia nord-ovest della città. È l'unico a essere gestito dal Ministero della pubblica sicurezza.
È il carcere più noto della Cina. Il penitenziario fu costruito nel 1958, grazie ad aiuti concessi dall'Unione Sovietica per la costruzione di 157 opere di interesse economico e di utilità alla difesa nazionale. 
Il complesso carcerario fu progettato da ingegneri sovietici. È composto da quattro edifici, indicati con la numerazione tradizionale cinese: edificio jia (甲), edificio yi (乙), edificio bing (丙), edificio ding (丁). Gli edifici sono costruiti in mattoni, hanno altezza di tre piani, e ciascuno di essi dispone di una stanza per gli interrogatori. 
Le celle hanno una superficie media di venti metri quadri, e sono dotate di servizi igienici. Le celle di isolamento usate per la detenzione dei recidivi hanno le mura imbottite, in modo da non consentire il suicidio dei detenuti. 
Nel 1967 durante la Rivoluzione culturale il complesso fu ampliato fino a raggiungere il numero di sei edifici. 
A seconda della loro "rango", i detenuti sono rinchiusi in celle individuali o comuni, e ricevono un vitto diverso. Il "rango" di un detenuto è determinato in base alla posizione che ricopriva prima della detenzione, o al grado di partecipazione nel reato a lui contestato. Ciò deriva dal fatto che la maggior parte dei detenuti a Qingchen sono stati accusati di reati politici, come i membri del movimento per la democrazia del 1989, Bao Tong e Wei Jingsheng, o sono figure politiche di rilievo. 
I lavori manuali che si svolgono a Qincheng consisterebbero nell'intreccio di cappelli di paglia e nella fabbricazione di scatole di cerini.
Tra i detenuti a Qingchen si citano Jiang Qing ed i membri della Banda dei Quattro, l'ex sindaco di Pechino Chen Xitong, l'ex governatore del Guangxi Cheng Kejie, il Panchen Lama. Altri detenuti di rilievo sono stati membri dell'ultima casa imperiale, ed i criminali di guerra del Regime nazionalista Shen Zui, Wang Lingji, Zeng Kuoqing, Xu Yuanju, Liao Zongze, Wang Jingyu, Kong Qingkui.